# شرج باضان (الضليعة)
'

تعديل مصدري - تعديل

شرج باضان هي إحدى قرى عزلة الضليعة بمديرية الضليعة التابعة لمحافظة حضرموت، بلغ تعداد سكانها 176 نسمة حسب تعداد اليمن لعام 2004.